# Stegopontonia commensalis
Stegopontonia commensalis är en kräftdjursart som beskrevs av Giuseppe Nobili 1906. Stegopontonia commensalis ingår i släktet Stegopontonia och familjen Palaemonidae. Inga underarter finns listade i Catalogue of Life.